# シーラ・ケネディ
シーラ・ケネディ（Sheila Kennedy、1962年4月12日 - ）は、アメリカ合衆国出身のモデル・女優。
ペントハウス誌で1981年12月号の月間ペントハウス・ペットと、1983年のペット・オブ・ザ・イヤーに選ばれている。

## 経歴
ケネディは18歳の時にニューヨークのペントハウス・マンション（Penthouse Mansion）に入居した。そこで10年間暮らし、ペントハウス誌で1981年12月の「今月のペット」、そして、1983年の「今年のペット」に選ばれた後に、ケネディは女優としてのキャリアを歩み始めた。『初体験物語/ファースト・ターン・オン!』や『スプリング・ブレイク』、アカデミー賞受賞者のシェリー・ウィンタースと共演した『Ellie』など、主に低予算のセックスコメディ作品に出演した。また、ゲームショーの賞品モデルとして『National Lampoon's European Vacation』のオープニングシーンに少しだけ登場し、トーク番組『Late Night with David Letterman』にゲストとして出演したこともある。
2008年春、ケネディはアメリカ合衆国のリアリティ番組『Big Brother 9』にhouseguestとして出演した。ケネディはその後、「House Calls」の共同司会を務めました：Big Brother 10」の水曜日のトークショーです。彼女は3位となったが、77日目にRyan Quicksallが最後のHead of Household競争に勝ち、彼女を退去させることを選択したため、家を出ることとなった。ケネディはその後、翌シーズンの『Big Brother 10』では『House Calls: The Big Brother Talk Show』の共同司会を務め、水曜日を担当した。
ケネディは、ペントハウス・マンションでの生活と、発行者で雑誌の創刊者でもあるボブ・グッチョーネとの関係について、『No One's Pet』というタイトルの回顧録を完成させた。その本はジェリックメディアから出版され、2016年2月に発売された。

## 私生活
ケネディには息子がいる。また、ティーンアイドル時代のレイフ・ギャレットやボクサーのレイ・マンシーニ、Scott Baioと過去に付き合っていたが、なかでもScott Baioに関しては彼のリアリティ番組『Scott Baio is 45...and Single』の1エピソードに本人役で出演している。
ロック音楽業界における性的虐待を描いたドキュメンタリー映画『Look Away』では、ケネディが1980年代後半にガンズ・アンド・ローゼズの酔っ払っていたアクセル・ローズから暴力的な性的暴行を受けたことを語る場面が登場する。